# Reinhard Klädtke
Reinhard Klädtke (* 11. Dezember 1960 in Zschopau) ist ein deutscher Endurofahrer und war Mitglied der siegreichen Six Days-Trophy-Mannschaft 1987.

## Sportlicher Werdegang
Seine Karriere als Ausweisfahrer begann er 1977 beim MC Motorradwerk Zschopau.
Bereits vier Jahre später war er Mitglied der Trophy-Mannschaft bei der 56. Internationalen Sechstagefahrt auf Elba. 1982 war Klädtke bei der 57. Internationalen Sechstagefahrt in Považská Bystrica Mitglied der siegreichen Silbervasen-Mannschaft. Dieser Erfolg konnte bei der 59. Internationalen Sechstagefahrt 1984 in Assen wiederholt werden. Ab 1985 war er wieder Mitglied der Trophy-Mannschaft. 1987 wechselte er zur Simson-Werksmannschaft und von der 500-cm³-MZ zur 125-cm³-Simson. Im gleichen Jahr gelang ihm sein größter internationaler Erfolg, mit dem Gewinn der Trophy-Wertung bei den 62. Six Days im polnischen Jelenia Góra.
Im Sport war er noch bis Anfang der 90er Jahre aktiv.